# Zartwitz

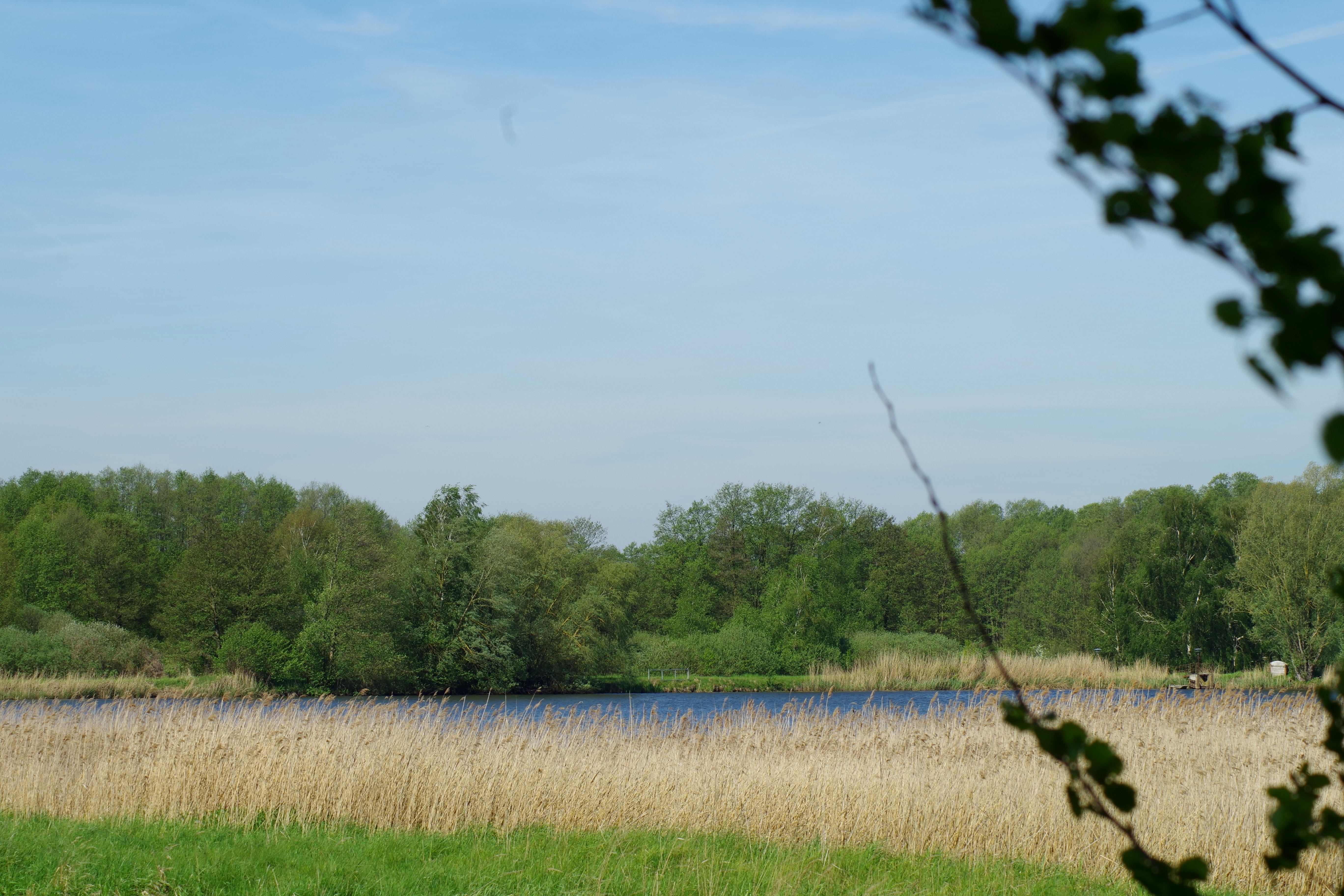
An den Fischteichen bei Zartwitz

Zartwitz ist ein Ortsteil der Gemeinde Rechlin im Landkreis Mecklenburgische Seenplatte (Amt Röbel-Müritz in Mecklenburg-Vorpommern).

## Geografie
Der Ort liegt im Teilgebiet Müritz des Müritz-Nationalparks am östlichen Ufer des Woterfitzsees, acht Kilometer nordöstlich von Rechlin und 20 Kilometer südöstlich von Waren (Müritz) auf einer Geländehöhe von etwa 60–70 m ü. NHN. Östlich des Ortes schließen sich ein großes Waldgebiet und in diesem der Röthsee an. Nördlich befinden sich vier durch Dämme getrennte Fischteichbecken. Zartwitz selbst besteht aus zwei etwa 800 Meter voneinander entfernten, bebauten Plätzen. 1,4 Kilometer nördlich von Zartwitz liegt in einer Waldlichtung am Landsee die Siedlung Zartwitzer Hütte.

## Geschichte
Die Ortschaft findet erstmalige Erwähnung im Mirower Amtsbuch von 1654. Anfang des 18. Jahrhunderts bestand Zartwitz aus einem fürstlichen Meierhof, dem aus den Ortsteilen Granzin, Kakeldütt und Blankenförde Spanndienste geleistet wurden. 1780 wird über eine Glashütte berichtet, die als namensgebend für den Ortsteil Zartwitzer Hütte gilt. Ab 1910 entstand am Ufer des Woterfitzsees die Mecklenburgische Dach- und Flachziegelfabrik. 1935 wurde die Ortschaft im Zuge des Aufbaus der Erprobungsstelle Rechlin aufgegeben und die Einwohner evakuiert.
Zu DDR-Zeiten errichtete und unterhielt die LPG Retzow am Ostufer des Woterfitzsees ein Ferienlager für die Kinder ihrer Genossenschaftsbauern. Nach 1990 wurde es dem Verfall preisgegeben und 2010 im Rahmen von Ersatzmaßnahmen abgebrochen.
Im Ort gibt es ein Ferienzentrum mit Gästehäusern und Reihenbungalows, das seit einigen Jahren nicht mehr genutzt wird und leer steht.